# 주엽고등학교
주엽고등학교(注葉高等學校)는 대한민국 경기도 고양시 일산서구 대화동에 위치한 공립 고등학교이다.

## 학교 연혁
- 1994년 8월 22일 : 주엽고등학교 인가 (36학급)
- 1994년 9월 1일 : 초대 윤효중 교장 취임
- 1994년 9월 10일 : 주엽고등학교 개교 (3학급)
- 1996년 2월 15일 : 제1회 졸업식
- 2010년 3월 1일 : 영재학급 2학급, 특수학급 1학급 신설
- 2023년 9월 1일 : 제8대 박행란 교장 취임
- 2024년 2월 6일 : 제29회 졸업식 275명(총 졸업생 누계 14,803명)
- 2024년 3월 4일 : 2024학년도 입학식 315명

## 참고 자료
- 주엽고등학교 - 한국교육학술정보원 학교알리미